# Franz von Hipper
Franz von Hipper (Weilheim in Oberbayern, 13 settembre 1863 – Amburgo, 25 maggio 1932) è stato un ammiraglio tedesco che prestò servizio nella Kaiserliche Marine (Marina Imperiale Tedesca).

## Biografia
Nato da una famiglia Bavarese di proprietari terrieri, Franz Hipper si arruolò diciottenne nella marina imperiale, nell'aprile 1881, servendo come cadetto sulle fregate SMS Niobe e SMS Leipzig. Nel 1884 ricevette la nomina ad ufficiale e come tale sino al 1903 comandò unità siluranti; dal 1904 fu a capo della 1ª Divisione torpediniere con insegna sull'incrociatore leggero SMS Niobe. Nominato contrammiraglio nel 1912, ricevette il comando dell'incrociatore corazzato SMS Friedrich Karl. Nell'ottobre 1913 fu nominato comandante della Forza di esplorazione della Hochseeflotte (flotta d'alto mare).
Dopo lo scoppio della prima guerra mondiale Hipper condusse i suoi incrociatori da battaglia nel corso di numerosi attacchi alle città costiere inglesi, fra cui Scarborough, Whitby ed Hartlepool, nel dicembre 1914. Delle stesse unità fu al comando nelle battaglie di Dogger Bank (24 gennaio 1915) e dello Jutland (31 maggio - 1º giugno 1916), nell'ultima delle quali inflisse danni importanti alla Royal Navy, affondando tre incrociatori da battaglia britannici, cosa che gli valse grande fama sia in Germania che in Gran Bretagna. Infatti dei quattro ammiragli coinvolti, da ambo le parti, nella battaglia dello Jutland (Jellicoe, Beatty, Scheer, ed Hipper stesso), fu l'unico il cui operato fu considerato esemplare. Non molto tempo dopo la battaglia re Ludovico III di Baviera lo nominò principe. Nel 1916 fu insignito dell'ordine Pour le Mérite.
Nell'agosto 1918 Hipper fu promosso ammiraglio e succedette all'ammiraglio Reinhard Scheer come comandante in capo della flotta d'alto mare. Quando scoppiò l'ammutinamento di Kiel, il 4 novembre 1918, rivolse un appello ai marinai, ma senza risultato. Negli ultimi giorni di servizio attivo organizzò il trasferimento della flotta a Scapa Flow.
Andò a riposo il 30 novembre 1918, e trascorse il resto della vita ad Othmarschen nei pressi di Amburgo. Alla morte le sue spoglie furono riportate nella città natale.
L'incrociatore pesante della seconda guerra mondiale Admiral Hipper fu battezzato col suo nome, e così una fregata-scuola della marina federale tedesca.